# 라이언 허스트
라이언 허스트(Ryan Hurst, 1976년 6월 19일 ~ )는 미국의 배우이다. FX Networks의 드라마 썬즈 오브 아나키에 출연했다.

## 출연 작품
- 리멤버 타이탄
- 위 워 솔저스 - 애니 세비지 역
- 어 밀리언 리틀 피시즈